# The Mirror (Ja Rule)
The Mirror è il primo album pubblicato in digitale del rapper statunitense Ja Rule. Originariamente previsto per il 2007, l'album è stato anticipato da due singoli Uh-Ohhh! e Body, che però hanno avuto uno scarso riscontro. In seguito, altri brani dell'album sono stati diffusi su internet ed alla fine Ja Rule ha deciso di rendere disponibile l'album in download gratuito il 31 luglio 2009, insieme a due nuove tracce Free e Style On Em.

## Tracce
1. Intro - 1:47
2. Skit - 0:06
3. Message to Mankind - 2:22
4. Uh-Ohhh!! (featuring Lil' Wayne) 	Disco D 	3:48
5. Body (featuring Ashley Joi) 	7 Aurelius 	3:48
6. Sunset (featuring Game) 	  	3:56
7. 300 (featuring NEWZ, Tre & Merc Montana) 	  	4:57
8. Enemy of the State - 3:53
9. Ladies - 5:02
10. Father Forgive Me - 3:29
11. Judas - 4:07
12. Damn - 4:36
13. The Mirror (Pain is Love) - 4:05
14. Something New - 4:34
15. Rules of Engagement - 2:17
16. It's All Hood Now - 4:39
17. Katt Williams (Skit) 	  	0:43
18. Hear Say - 4:11
19. Sing a Prayer 4 Me - 4:22
20. Free (featuring Ashley Joi) 	  	4:01
21. Style on 'Em - 4:29